# Liste der Autobahnen und Autostrassen in der Schweiz

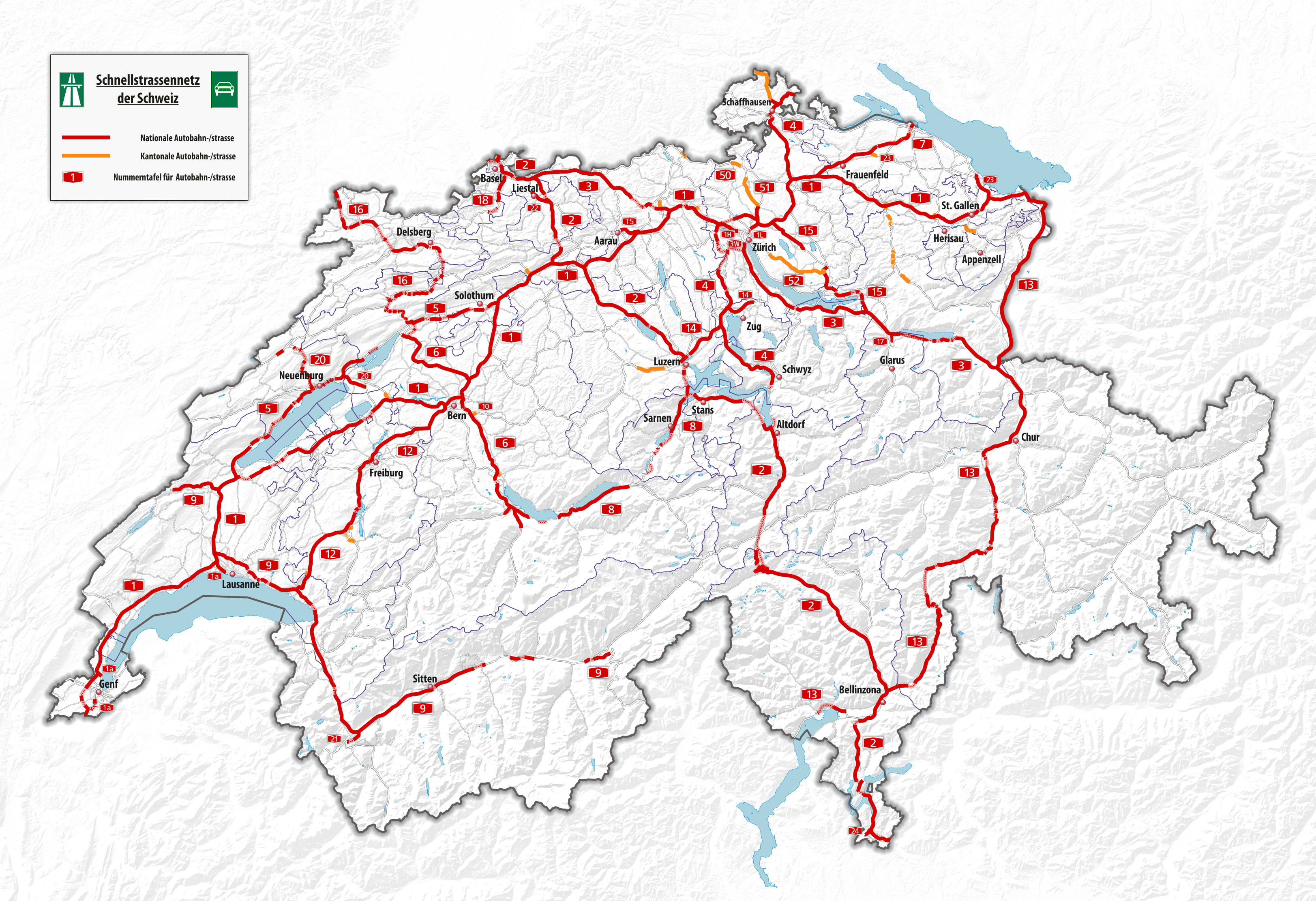
Das Schnellstrassennetz der Schweiz (Stand: 2020)

Signal 4.01: Autobahn

Signal 4.03: Autostrasse

Die Liste der Autobahnen und Autostrassen in der Schweiz führt alle Strassen der Schweiz auf, welche entweder als Autobahn oder als Autostrasse signalisiert sind.

## Definitionen
In der Schweiz wird zwischen Autobahnen und Autostrassen unterschieden. Autobahnen sind kreuzungsfrei, richtungsgetrennt und mit mindestens zwei Spuren pro Richtung vorgesehen. Autostrassen hingegen müssen nicht richtungsgetrennt sein und einspurig verlaufen.
Die Nummerierung (A1, A16 usw.) werden übergreifend verwendet. So weist beispielsweise die als  signalisierte Strasse sowohl Teilstücke als Autostrasse als auch Teilstücke als Autobahn auf.

### Autobahn
Autobahnen in der Schweiz sind Strassen im Sinne einer Nationalstrasse 1. Klasse. Sie sind stets kreuzungsfrei, richtungsgetrennt und mit mindestens zwei Spuren pro Richtung vorgesehen. Auf nationalen Autobahnen besteht generell Vignettenpflicht, während kantonale Autobahnen davon befreit sind. Autobahnen, egal ob national oder kantonal, sind mit dem Signal 4.01 Autobahn (weisse Strasse mit weisser Brücke auf grünem Grund) signalisiert. Es gilt, sofern nicht anders ausgewiesen, Höchstgeschwindigkeit 120 km/h für leichte Fahrzeuge.

### Autostrasse
Autostrassen in der Schweiz sind Strassen im Sinne 2. Klasse. Sie sind wie Autobahnen kreuzungsfrei angelegt, aber im Gegensatz zu Autobahnen nur teilweise richtungsgetrennt und oft einspurig. Analog zu den Autobahnen besteht auf nationalen Autostrassen generell Vignettenpflicht, während kantonale Autostrassen davon befreit sind. Die Signalisation ist das Signal 4.03 Autostrasse (weisses Auto auf grünem Grund). Es gilt, sofern nicht anders ausgewiesen, Höchstgeschwindigkeit 100 km/h für leichte Fahrzeuge.

## Autobahnen und Autostrassen des Nationalstrassennetzes
| Legende            | Beschreibung |
| ------------------ | ------------ |
| kursiv             | Verzweigung  |
| Grüner Hintergrund | Autobahn     |
| Gelber Hintergrund | Autostrasse  |

Nationale Autobahnen und Autostrassen sind generell vignettenpflichtig (von sehr wenigen und speziell signalisierten Ausnahmen abgesehen). Als Teil des Nationalstrassennetzes fallen sie in die Zuständigkeit des Bundesamtes für Strassen.
Aufgelistet werden Autobahnen und Zubringer, nicht aber Anschlüsse. Dies gemäss Bundesamt für Strassen (ASTRA), ungeachtet der Tatsache, dass einige Anschlüsse (wie Kerzers) ähnlich aufwändig sein können sein wie Zubringer (wie St. Gallen-Kreuzbleiche).
| Nationalstrasse | Zubringer                                              | Bezeichnung | (Über-)Namen | Verlauf | Länge      | Stand      |
| --------------- | ------------------------------------------------------ | ----------- | --- | --- | ---------- | ---------- |
| N1              |                                                        | A1          | Ost-West-Achse, Genferseeautobahn (Abschnitt Lausanne-Genf)                                                          | – St. Margrethen – Meggenhus – St. Gallen – Attikon – Winterthur Nord – Brüttisellen – Zürich Ost – Zürich Nord – Nordumfahrung Zürich – Limmattal – Birrfeld – Wiggertal – Härkingen – Luterbach – Schönbühl – Bern-Wankdorf – Bern-Forsthaus – Murten – Yverdon – Essert-Pittet – Villars-Sainte-Croix – Ecublens VD – Versoix – Genève Aéroport – Perly – Bardonnex (Grenze F) | ca. 410 km | in Betrieb |
| N1              | N1K                                                    |             | Kreuzbleiche | St. Gallen-Kreuzbleiche – Rosenbergstrasse | ca. 1 km   | in Betrieb |
| N1              | N1L                                                    | A1L         | Letten | Zürich Ost – Zürich Unterstrass – Zürich Letten | ca. 4,5 km | in Betrieb |
| N1              | N1H                                                    | A1H         | Hardturm | Limmattal – Zürich Hardturm | 6,3 km     | in Betrieb |
| N1              | N1R                                                    | A1R         | Aaretalstrasse | / Rupperswil – Rohr | 5,8 km     | in Betrieb |
| N1              | N1T                                                    |             | Neufeldtunnel | Bern-Neufeld – Bern (Tiefenaustrasse) | ca. 1,3 km | in Betrieb |
| N1              | N1F                                                    |             | | Bern-Forsthaus – Bern (Insel) | ca. 0,5 km | in Betrieb |
| N1              | N1M                                                    | A1a         | | Ecublens – Lausanne Maladière | 4,5 km     | in Betrieb |
| N1              | N1G                                                    | A1a         | | Le Vengeron – Genève Lac/Route de Meyrin | ca. 2 km   | in Betrieb |
| N1              | N1E                                                    | A1a         | Voie centrale | Perly - Lancy Süd – La Praille/Carrefour de l’Etoile | ca. 4,5 km | in Betrieb |
| N2              |                                                        | A2          | Gotthard-Autobahn, «Nord-Süd-Achse»                                                                                  | Kleinhüningen (Grenze D) – Basel-Wiese – Basel-St. Jakob – Liestal – Augst – Härkingen – Wiggertal – Rotsee/Emmen Süd – Luzern – Hergiswil NW – Stans – Altdorf – Göschenen – Gotthard-Strassentunnel – Airolo – Bellinzona Nord – Lugano – Chiasso (Grenze I) | ca. 295 km | in Betrieb |
| N2              | N2P                                                    | H2          | Gotthardpass | Motto Bartola – Airolo – Autobahn | 6,0 km     | in Betrieb |
| N3              |                                                        | A3          | Walenseeautobahn (Abschnitt Reichenburg – Sargans)                                                                   | Basel Kannenfeld (Grenze F) – Basel-Wiese – Basel-St. Jakob – Liestal – Augst – Rheinfelden N3-A861 – Brugg – Birrfeld – Limmattal – Westring Zürich – Zürich West – Zürich Süd – Pfäffikon SZ – Reichenburg – Sargans – Sarganserland | ca. 180 km | in Betrieb |
| N3              | N3W                                                    | A3W         | Wiedikon | Zürich Süd – Zürich-Wiedikon |            | in Betrieb |
| N4              |                                                        | A4          | | Zollamt Thayngen Thayngen – Schaffhausen – Winterthur Nord – Brüttisellen – Zürich Ost – Zürich Nord – Nordumfahrung Zürich – Limmattal – Westring Zürich – Zürich West – Blegi – Rütihof – Brunnen – Brunnen Süd | ca. 165 km | in Betrieb |
| N4              |                                                        | A4          | Flüelen – Altdorf | 3 km | in Betrieb |            |
| N5              |                                                        | A5          | Autobahn am Jurasüdfuss                                                                                              | Luterbach – Solothurn – Biel/Bienne Ost/Bözingenfeld – Brüggmoos – Biel/Bienne (Bernstrasse) | ca. 100 km | in Betrieb |
| N5              | Bieler Westast                                         | A5          | Brüggmoos – Anschluss Vingelz                                                                                        | Sistiert | ca. 100 km |            |
| N5              | Ligerztunnel                                           | A5          | Twann – Ligerz | in Betrieb | ca. 100 km |            |
| N5              |                                                        | A5          | Anschluss La Neuveville – Neuchâtel – Yverdon                                                                        | in Betrieb | ca. 100 km |            |
| N6              |                                                        | A6          | - | Brüggmoos – Lyss Nord – Schönbühl – Bern-Wankdorf – Thun – Wimmis N6W – Spiez – Mülenen 223 | ca. 84 km  | in Betrieb |
| N6              | N6M                                                    |             | Muri | Muri bei Bern – Rüfenacht | ca. 2,0 km | in Betrieb |
| N6              | N6T                                                    |             | Thun | Thun Nord – (Glättimüli bei Steffisburg) | 1,9 km     | in Betrieb |
| N6              | N6W                                                    |             | Wimmis | Wimmis – Wimmis – Simmenfluetunnel |            | in Betrieb |
| N7              |                                                        | A7          | | Kreuzlingen (Grenze D) –Frauenfeld – Attikon – Winterthur Ost | ca. 35 km  | in Betrieb |
| N8              |                                                        | A8          | | Spiez – Faulensee |            | in Betrieb |
| N8              | Leissingen-West – Umfahrung Leissigen – Leissingen-Ost | A8          | 2 km | in Betrieb |            |            |
| N8              | Interlaken-West/Gunten – Interlaken-Ost – Brienzwiler  | A8          | 23 km | in Betrieb |            |            |
| N8              | Lungern – Lungerntunnel – Lungern Nord                 | A8          | | in Betrieb |            |            |
| N8              | Lungern Nord – Tunnel Kaiserstuhl - Giswil Süd         | A8          | ca. 3 km | im Bau |            |            |
| N8              | Giswil Süd – Hergiswil NW                              | A8          | 21 km | in Betrieb |            |            |
| N9              |                                                        | A9          | Rhoneautobahn | Ballaigues – Orbe – Essert-Pittet – Villars-Sainte-Croix – La Veyre/Vevey – Martigny – Sitten – Siders Ost | ca. 230 km | in Betrieb |
| N9              | Siders Ost – Leuk                                      | A9          | Rhoneautobahn | im Bau | ca. 230 km |            |
| N9              | Leuk – Gampel                                          | A9          | Rhoneautobahn | in Betrieb | ca. 230 km |            |
| N9              | Gampel – Visp Süd                                      | A9          | Rhoneautobahn | im Bau | ca. 230 km |            |
| N9              | Visp Süd – Brig-Glis – Ganterbrücke                    | A9          | Rhoneautobahn | in Betrieb | ca. 230 km |            |
| N9              | N9C                                                    |             | Lutry | Lutry – Belmont – La Croix |            | in Betrieb |
| N11             |                                                        | A51         | Flughafenautobahn | Kloten Süd – Flughafen – Zürich Nord | ca. 3,6 km | in Betrieb |
| N12             |                                                        | A12         | | Bern-Weyermannshaus – Fribourg – Bulle FR – La Veyre/Vevey | ca. 80 km  | in Betrieb |
| N13             |                                                        | A13         | Rheintalautobahn, San-Bernardino-Route                                                                               | St. Margrethen – Sarganserland – Chur – Reichenau – Thusis – San-Bernardino-Tunnel – Mesocco – Soazza – Roveredo – Umfahrung Roveredo – San Vittore – Bellinzona Nord | 198,9 km   | in Betrieb |
| N13             | Umfahrung Locarno                                      | A13         | Aeroporto Locarno – Tenero – Orselina – Locarno – Ascona                                                             | 9,5 km | in Betrieb |            |
| N14             |                                                        | A14         | | Rotsee/Emmen Süd – Rütihof – Blegi Baar/Blickensdorf – Walterswil/Sihlbrugg |            | in Betrieb |
| N15             |                                                        | A15         | Oberlandautobahn (Abschnitt im Kanton Zürich)                                                                        | Brüttisellen – Volketswil – Uster Ost |            | in Betrieb |
| N15             | Uster Ost – Wetzikon West – Ottikon                    | A15         | Oberlandautobahn (Abschnitt im Kanton Zürich)                                                                        | | in Planung |            |
| N15             |                                                        | A15         | Betzholz – Rüti – Kantonsgrenze ZH/SG – Eschenbach SG – Reichenburg                                                  | | in Betrieb |            |
| N16             |                                                        | A16         | Transjurane | Boncourt JU (Grenze F) N 1019 – Bure – Tunnel de Bure – Porrentruy – Courgenay – St-Ursanne – Glovelier – Delémont-Est – Moutier Nord – Tunnel de Court – Galerie de Sorvilier – Galerie de Malleray – Tavannes – La Heutte |            | in Betrieb |
| N16             | Biel/Bienne-Taubenloch – Biel/Bienne Ost/Bözingenfeld  | A16         | Transjurane | | in Betrieb |            |
| N16             | N16T                                                   |             | La Rochette Tunnel                                                                                                   | Tavannes – Route de Tramelan 248 |            | in Betrieb |
| N17             |                                                        | A17         | | Näfels – Niederurnen | 2,6 km     | in Betrieb |
| N18             |                                                        | A18         | - | Hagnau – Muttenz – Münchenstein – Reinach Süd – Aesch – Angenstein |            | in Betrieb |
| N18             | – Umfahrung Grellingen –                               | A18         | - | | in Betrieb |            |
| N20             |                                                        | A20         | Allée des Défricheurs                                                                                                | Le Locle Ost – La Chaux-de-Fonds West |            | in Betrieb |
| N20             |                                                        | A20         | La Chaux-de-Fonds – Tunnel du Mont Sagne – Les Convers – Tunnel de la Vue des Alpes – Les Hauts-Geneveys – Neuchâtel | | in Betrieb |            |
| N20             |                                                        | A20         | Thielle – Gals – Gampelen – Ins                                                                                      | 7,2 km | in Betrieb |            |
| N21             |                                                        | /H21        | Umfahrung Martigny                                                                                                   | Grand St-Bernard – Martigny – Martigny Expo – Tunnel du Mont-Chemin – Martigny-Croix |            | in Betrieb |
| N22             |                                                        | A22         | - | Pratteln – Frenkendorf – Liestal Nord – Liestal Süd – Sissach |            | in Betrieb |
| N23             |                                                        | A23         | Bodensee-Thurtalstrasse                                                                                              | Grüneck – Eschikofen | 2,5 km     | in Betrieb |
| N23             | Eschikofen – Weinfelden – Amriswil – Arbon West        | A23         | Bodensee-Thurtalstrasse                                                                                              | 32,4 km | in Planung |            |
| N23             | Arbon West – Rorschach – Meggenhus                     | A23         | Bodensee-Thurtalstrasse                                                                                              | 6 km | in Betrieb |            |
| N24             |                                                        | A24         | Autobahnzubringer | Mendrisio (Autobahn ) – Genestrerio – Stabio | 3,5 km     | in Betrieb |
| N25             |                                                        | A25         | Zubringer Appenzellerland                                                                                            | Gossau Ost – Herisau – Waldstatt |            | Idee       |

## Kantonale Autobahnen und Autostrassen
Kantonale Autobahnen und Autostrassen fallen in den Zuständigkeitsbereich der jeweiligen Kantone. Sie sind von der Vignettenpflicht befreit.
Die Mehrheit der kantonal betriebenen Autostrassen-Abschnitte ist blau oder gar nicht nummeriert. Anhand der Nummern sind somit weder der Ausbaustand noch der Besitzer der Strecken (Kanton, Bund) erkennbar und daher in der unteren Liste separat ausgewiesen.
| Bezeichnung            | Bezeichnung | (Über-)Name             | Verlauf | Signalisation | Länge       | Stand      |
| Kanton                 | Nummer      | (Über-)Name             | Verlauf | Signalisation | Länge       | Stand      |
| ---------------------- | ----------- | ----------------------- | --- | ------------- | ----------- | ---------- |
| Aargau                 | / 131       |                         | Umfahrung Bad Zurzach                                                                                                   | Autostrasse   | 2,1 km      | in Betrieb |
| Aargau                 | 296 / 118   |                         | 280/296 Lupfig – Umfahrung Hausen AG – Windisch                                                                         | Autostrasse   | 2,4 km      | in Betrieb |
| Aargau                 | 263         |                         | 263 Umfahrung Oberwil-Lieli 263                                                                                         | Autostrasse   | 1,2 km      | in Betrieb |
| Appenzell Ausserrhoden | 90          | Umfahrung Teufen        | 447 Lustmühle – Teufen AR 447                                                                                           | Autostrasse   | 4,1 km      | in Betrieb |
| Basel-Landschaft       | A22         | Chienbergtunnel         | Sissach – Chienbergtunnel – Thürnen /309                                                                                | Autostrasse   | 2 km        | in Betrieb |
| Freiburg               | / 189       | Umfahrung Bulle         | 189/190 Pré-du-Chêne – Le Pâquier – La Sionge – Riaz                                                                    | Autostrasse   | 6,1 km      | in Betrieb |
| Luzern                 | / K10       | Autostrasse K10         | / Schachen – Malters – Blatten                                                                                          | Autostrasse   | 8,0 km      | in Betrieb |
| Schaffhausen           | H4          |                         | Schaffhausen Schweizersbild – Staatsgrenze (bei Bargen)                                                                 | Autostrasse   | 11,1 km     | in Betrieb |
| Solothurn              | -           | Klusstrasse             | Verzweigung Oensingen – Oensingen Nord – Klus                                                                           | Autostrasse   | 2,2 km      | in Betrieb |
| St. Gallen             | / 13        | Umfahrung Bazenheid     | Cholberg – Bazenheid – Bazenheid Süd                                                                                    | Autostrasse   | 3,4 km      | in Betrieb |
| St. Gallen             | 13/121/122  | Zubringer Toggenburg    | Bütschwil – Neudietfurt – Lichtensteig – Wattwil – Ebnat-Kappel (→ siehe auch Hauptartikel: Hauptstrasse 16#St. Gallen) | Autostrasse   | ca. 15,5 km | in Betrieb |
| St. Gallen             | 443 / 32    | Ostumfahrung Wil        | Wil – N1-Anschluss Wil (bei )                                                                                           | Autostrasse   | 0,4 km      | in Betrieb |
| Tessin                 | -           | Autobahnzubringer       | Lugano-Nord – Galleria Vedeggio-Cassarate – Pregassona 402                                                              | Autostrasse   | 4,0 km      | in Betrieb |
| Zürich                 | A50         | Umfahrung Glattfelden   | Glattfelden West – Glattfelden Ost                                                                                      | Autobahn      | 3,7 km      | in Betrieb |
| Zürich                 |             | Lückenschluss Unterland | Glattfelden Ost – Bülach Nord                                                                                           |               |             | Idee       |
| Zürich                 | A51         | Flughafenautobahn       | Bülach Nord – Kloten Süd                                                                                                | Autobahn      | 9,9 km      | in Betrieb |
| Zürich                 | A52         | Forchautobahn           | 347 Zumikon – Forch – Autobahnkreisel Betzholz                                                                          | Autostrasse   | 17,3 km     | in Betrieb |

## Historische Strassen

### Ehemalige Teilstücke
Teilstücke, die umgewidmet oder aufgehoben wurden.
- Autostrasse Aarau – Rohr AG (heute Hauptstrasse)
- Autostrasse Givisiez – A12 Fribourg-Sud – Kreuzung H12/H181 (heute Hauptstrasse)
- Autostrasse Durchfahrt Roveredo GR (Autostrasse rückgebaut und in Tunnel verlegt)

### Frühere Bezeichnungen
Seit der Einführung des A-Schemas (Ablösung des N-Schemas). Zum damaligen N-Schema siehe Liste der Nationalstrassen der Schweiz.
- für den A1-Zubringer Rorschach–Arbon (bis 2020, heute Teil der A23)
- T2 und J2 für den A2-Zubringer Liestal–Sissach (zuerst T2, später dann J2, dann H2, seit 2013 Teil der A22)
- für die Autobahn Blegi–Sihlbrugg (bis 2020, heute Teil der A14)
- T10 für die Autostrasse Thielle–Ins (heute Teil der A20) und den A6-Zubringer Muri–Rüfenacht (bis 2020, als der Zubringer noch kantonal war; heute als N6M Teil der N6)
- für den A7-Zubringer Grüneck–Eschikofen (bis 2020, heute Teil der A23)
- J18 für Hagnau–Reinach (bis 2020, heute Teil der A18)
- J20 für die Autobahn und Autostrasse Neuchâtel–La Chaux-de-Fonds (bis 2020, heute Teil der A20)